# Malarz szkła

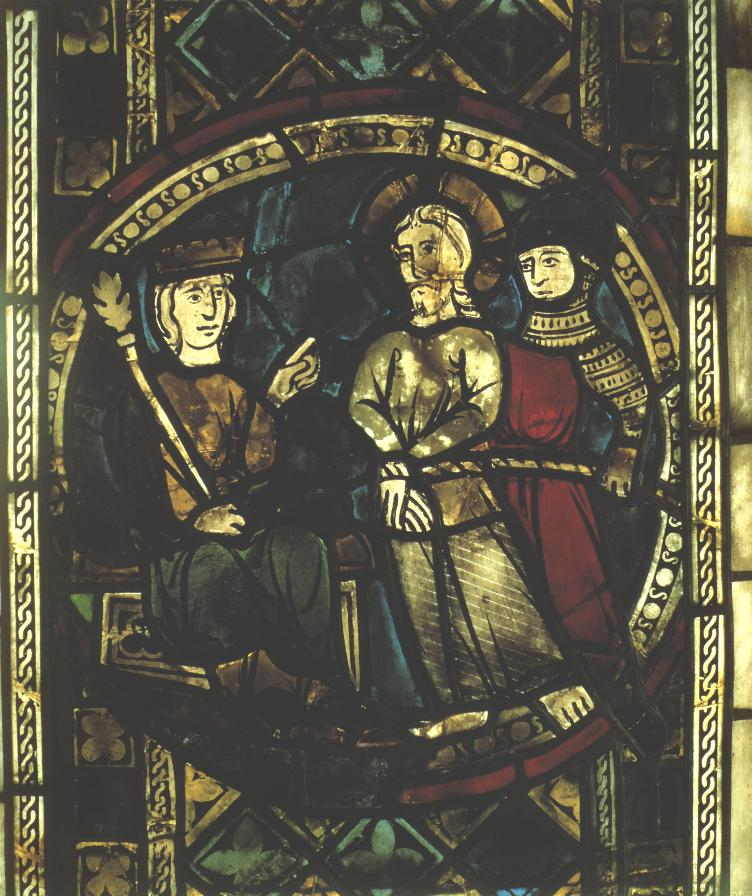
Toruń, około 1350, witraż z nieistniejącego kościoła dominikanów w Toruniu, obecnie w Muzeum Okręgowym

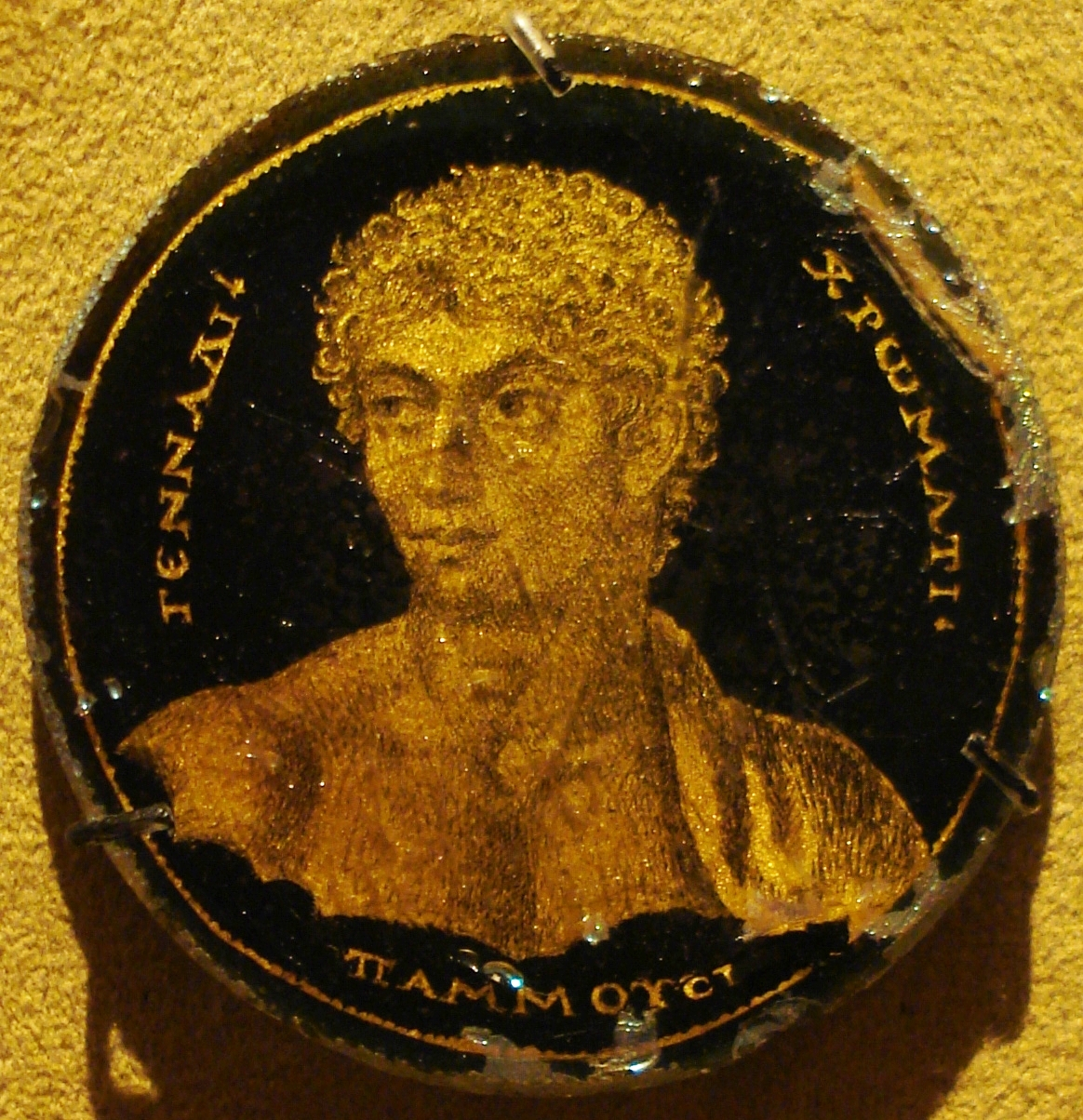
Złote szkło, medalion Gennadiosa, Egipt III wiek, obecnie w Metropolitan Museum of Art

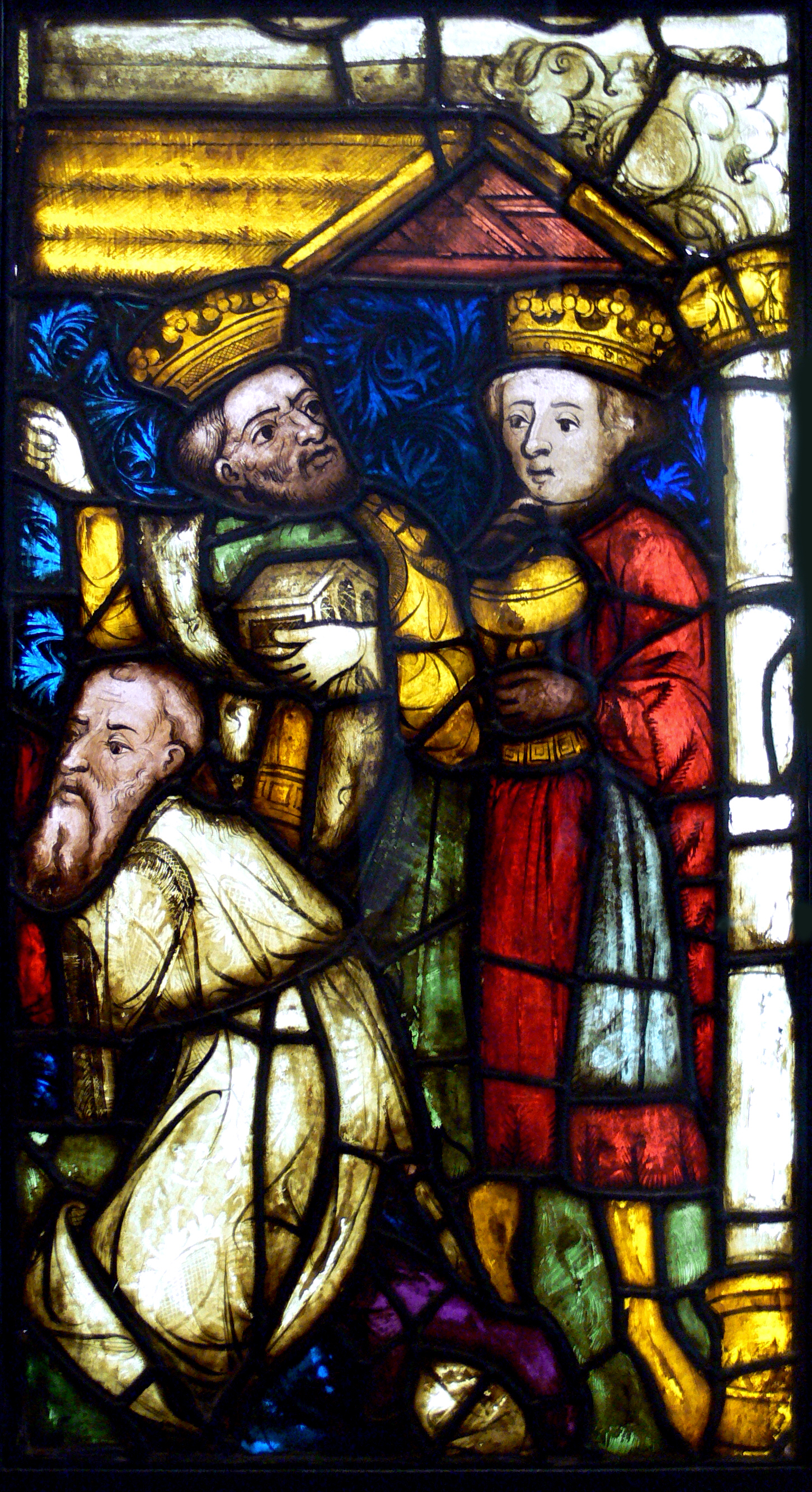
Witraż trzej królowie, około 1400 r. Koln, obecnie w Kunstgwerbemuseum Berlin

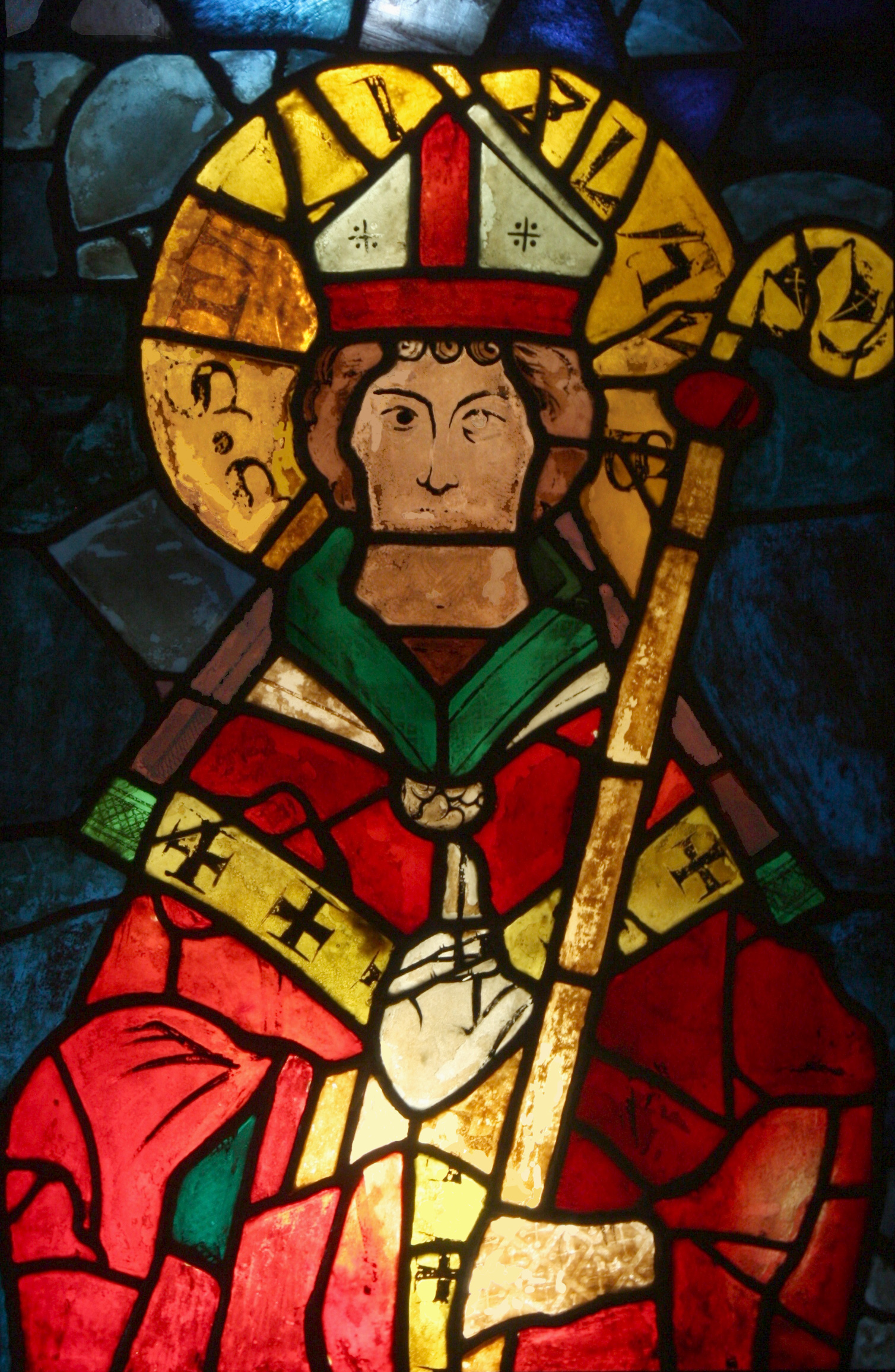
Witraż św. Stanisława ze Szczepanowa, przełom XIII i XIV wieku, Kraków, obecnie w Muzeum Narodowym w Krakowie

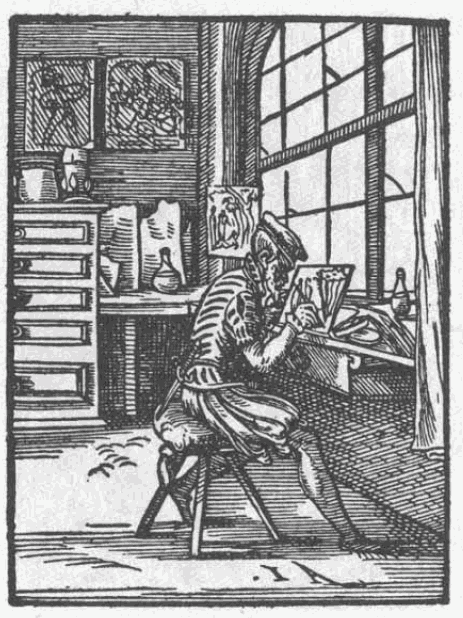
Jost Amman, Glassmaler – malarz szkła, drzeworyt z Das Staendebuch 1568 rok

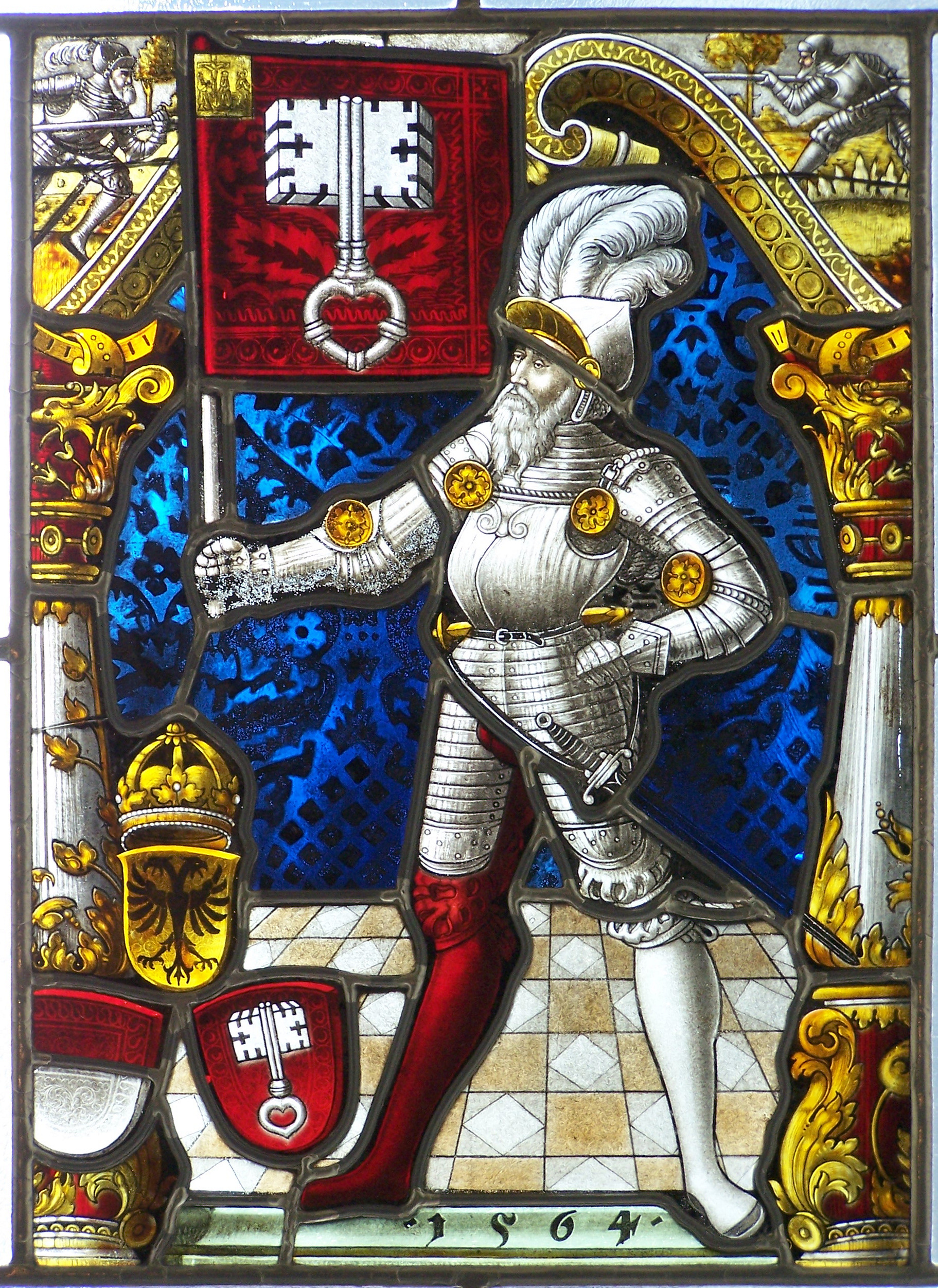
Anonimowy witraż z 1564 roku, w zamku Muzeum Sułkowskich, Bielsko Biała

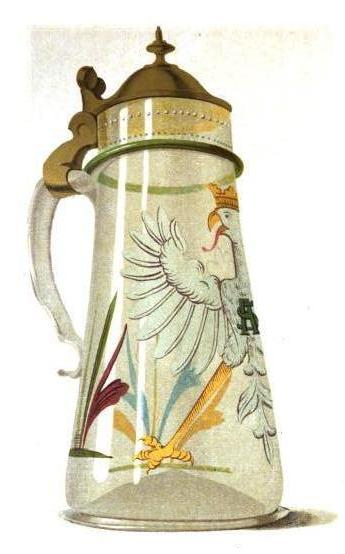
Kufel szklany Zygmunta Augusta, XVI wiek, obecnie w Muzeum Czartoryskich

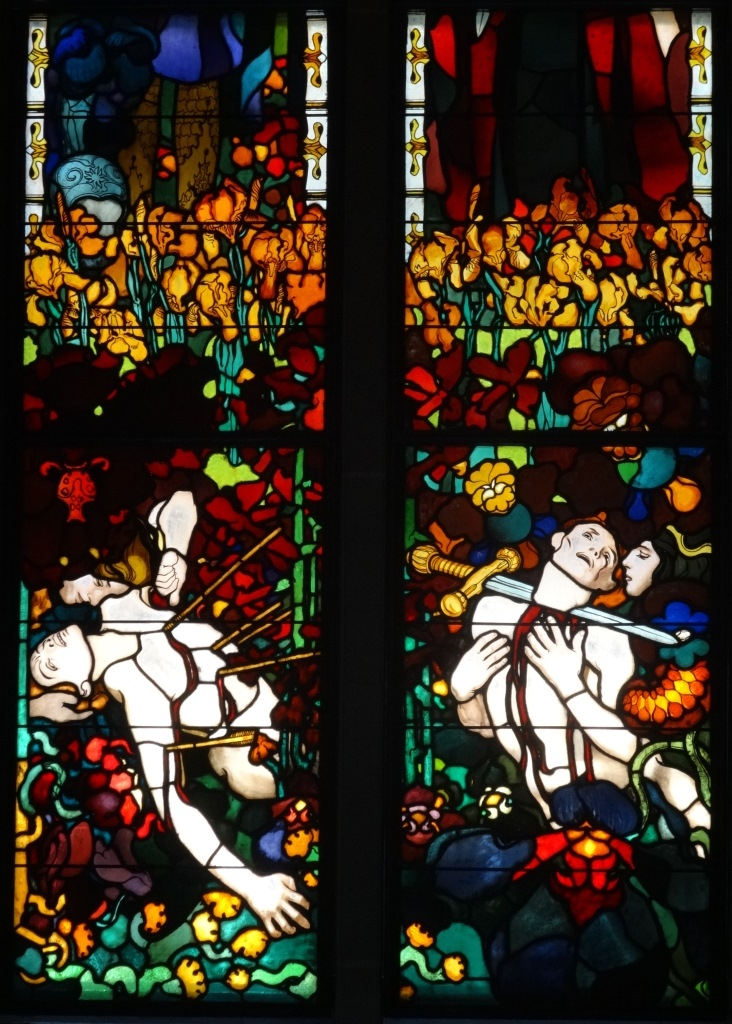
Józef Mehoffer, XX wiek, detal witraża z katedry we Fryburgu

Malarz szkła, szklarz, szklarczyk, błoniarz (niem. Glazer, łac. vitreator, membranista) – rzemieślnik, artysta malujący na szkle, witrażysta, komponujący barwne przeszklenia, malarz–specjalista.
Malarze szkła, rzemieślnicy, artyści, malujący szyby, szybki witrażowe, szkło stołowe, ozdoby szklane, składający błony okienne technikami witrażowymi, byli nazywani w dawnej Polsce błoniarzami, szklarzami, później powstały specjalności szklarz, malarz ludowy na szkle czy witrażysta.
Nazwa szklarz dotyczy także zawodu szklarza – hutnika, wytapiającego, dmuchającego szkło i późniejszego zawodu szklarza, który po prostu szklił okna, oprawiał obrazy.

## Historia malarzy szkła, szklarzy, witrażystów w Europie
Sztuka wytapiania i zdobienia szkła w Europie sięga czasów antycznych; znana była w starożytnym Egipcie. W Antyku opracowano techniki wytopu szkieł kolorowych, używanych do układania mozaiki lub w sztuce emalii komórkowej czy wykonywania biżuterii szklanej.
Z czasów antycznych pochodzą też pierwsze szkła malowane. Złote szkła, vetri d’oro, to małe okrągłe przedstawienia, najczęściej portretowe, pochodzące z czasów rzymskich z I wieku naszej ery. Malarze złocili płatkami złota denka uszkodzonych naczyń szklanych i na tak powstałym złotym tle malowali miniaturowe portrety lub wydrapywali w nim kontur obrazu, tak, by można go było umieścić między warstwami szkła, oblutowanymi ołowianym szprosem.
Po upadku Rzymu umiejętność kolorowania szkieł migrowała w VIII stuleciu do Anglii, potem Niemiec i Flandrii, i na powrót do Italii za pośrednictwem misjonarzy angielskich. Do XI wieku wytwarzano witraże z kolorowych szkieł, później także z malowanych.
Święty Hieronim w IV wieku i Wenancjusz Fortunat, biskup Poitiers, w VI stuleciu wspominali o malowanych, czy kolorowanych szybach. W IX wieku malowane okna opisywano w kościołach w Rzymie i w Zurychu, w X wieku w kościele benedyktynów w Tegernsee.
Malarstwo na szkle oraz sztuka składania kolorowych witraży były potrzebne w nowo budowanych kościołach, stąd umiejętności antycznych rzemieślników były kontynuowane w klasztorach europejskich. Potwierdza tę tezę umieszczenie przez mnicha Teofila opisu technologii wytopu szkła i wyrobu witraży oraz farb do malowania na szkle w traktacie Schedula diversarium artium z XI wieku, swoistym podręczniku wielu rzemiosł; Teofil Mnich podaje przepisy na wykonanie szkła białego, szafranowego i purpurowego na tafle do wypełniania okien i na naczynia, pisze o zdobieniu przez Greków pucharów ze szkła szafirowego złotem płatkowym, o budowaniu i malowaniu witraży, farbach i technikach malowania na szkle i wypalania obrazów. Cięcie szkła rozpalonym żelazem czy cęgami zastąpiła w XVI wieku technika krojenia diamentem. W nowo powstałych cechach rzemieślniczych, bractwach św. Łukasza razem z malarzami zrzeszali się także szklarze.
W Pradze w 1348 Bractwo św. Łukasza zrzeszało malarzy, rzeźbiarzy, klepaczy złota, szklarzy – membranatores i szczytarzy. We Wrocławiu powstał w 1386 cech malarzy, stolarzy, rzeźbiarzy, klepaczy złota i szklarzy.
W Italii ze swojego szkła słynęła Wenecja, Murano, w Watykanie w XV wieku pracowali francuscy szklarze – malarze szkła; Clud, dominikanie – Jakub i Guillaume de Marseil. Malowali na szkle dominikanie wrocławscy w klasztorze św Albrechta. W Niemczech znany był Jakub Griesinger, Vit Hirschvogel, który wykonywał witraże w Norymberdze według projektu Kulmbacha.
Średniowieczni malarze szkła w klasztorach i kościołach cystersów stosowali znaną od czasów starożytnych monochromatyczną technikę en grisaille.
Projekty, kartony najlepszych witraży powstawały w XVI wieku w pracowniach znakomitych malarzy: Leonarda da Vinci, Rafaela, Van Dycka, malowali na szkle Dürer, Ghiberti, Holbein.
W XVI i XVII wieku znani byli szwajcarscy malarze szkła, pomiędzy nimi Jost Amman, malarz szkła, projektant witraży, grafik, malarz. Jost Amman w swoim graficznym dziele Das Standebuch przedstawia obok siebie wyobrażenia malarza szkła – Glassmaler i szklarza – Glasser składającego witrażowe okno.
Abraham Diepenbeeck, uczeń Rubensa, malował okna do katedry w Brukseli w XVIII stuleciu. Samuel Mohn i jego syn Gottlob malował okna do Laxenburga, Michael Sigmund Franck był profesorem szkoły malarskiej na szkle w Monachium.
W drugiej połowie XVIII wieku postęp wytopu szkła skutkował powiększaniem tafli szkła i sztukę układania małych szybek łączonych ołowiem zastąpiło osadzanie szyb w drewnianych, dzielonych ramach okiennych. Pojawili się szklarze z taflami szkła na plecach, wymieniający szyby u klientów.
Powrót technik witrażowniczych nastąpił dopiero pod koniec XIX wieku wraz z modą na historyzm w sztuce, a gwałtowny rozwój w okresie secesji. We Francji pod koniec XIX wieku królewskim nadwornym witrażystą był Karl de Bouche. Amerykański artysta Louis Comfort Tiffany w XIX wieku wynalazł i zastosował nową technikę łączenia kolorowych szkieł. Techniki Tiffany’ego używano najczęściej w produkcji lamp witrażowych i biżuterii szklanej.
W XX wieku modna stała się technika fusingu do łączenia kolorowego szkła, sięgająca czasów antycznych metoda „pate-de-verre”.

## Szklarze – malarze szkła w Polsce
Początkowo gomółki szkła importowano do Polski z Francji, Italii i Flandrii. Piece do przetopu szkła importowanego z okresu X-XII wieku znajdowano w Opolu, Kruszwicy i Gdańsku. Pierwsze huty zaczęły powstawać w XIII wieku i słowo szklarz, hutarz, hutnik, utnik oznaczało tego, który wytapia, dmucha szkło.
Resztki witraży wczesnośredniowiecznych pochodzących z XII wieku odkryto w Gnieźnie, Kruszwicy, Poznaniu, Wrocławiu i Kaliszu.
Przywilej Jana biskupa poznańskiego dla szklarza Tyczkona osiadłego w Poznaniu w roku 1327 na młyn szklarski wydano pod warunkiem reparacji i utrzymania szyb w katedrze poznańskiej.
Ekspansja Kościoła w Polsce w XIV wieku spowodowała, że rzemiosło szklarzy było wykonywane w klasztorach i szkołach katedralnych. Fra Andrea, dominikanin z Polski, robił w tym stuleciu okna malowane w kościele św. Katarzyny w Pizie. Z XIV wieku pochodzą witraże z kościoła Panny Marii, Bożego Ciała i Dominikanów w Krakowie, z katedry we Włocławku, z kościoła św Katarzyny pod Łysą Górą, w Szańcu Olkuszu i Toruniu i Chełmnie.
Razem z malarzami cechowymi pojawili się w polskich miastach także pierwsi cechowi szklarze – malarze szkła. W Warszawie w XVI wieku nazywano ich, podobnie jak w Bractwie św Łukasza w Pradze dwa wieki wcześniej, błoniarzami – membranatores.
Zespolone ołowiem w błony – szyby, tafelki szkła zastąpiły używane wcześniej w oknach błony zwierzęce, pęcherze rybie. Lwowski malarz Stanisław Lutek maluje w 1489 takie szklane najpewniej błony – membranas do kościoła w Busku.
Historyczną, dawniej popularną nazwę błoniarzy, potwierdza cytowany niżej statut cechu szklarzy warszawskich z XVI wieku.
W Krakowie pojawiają się szklarze także w XIV wieku: szklarz Mikołaj otrzymuje w 1389 zapłatę za błony szklane, membranis vitreis, wykonane prawdopodobnie na Wawel.
Po powstaniu cechu malarzy w 1400 roku malarze szkła w Krakowie byli nazywani szklarzami, śklarzami, niem. Glazer, Glezer, łac. Vitreator. Szklarze współrządzili tym cechem razem z malarzami, a na przemian ze stolarzami i klepaczami złota. W latach 1405, 1410, 1413 szklarz Wenczlaw, a w 1434 i 1436 szklarz Andrzej byli mistrzami cechowymi cechu malarzy. Tylko malarze i szklarze mieli unikalny przywilej używania pędzli do pracy. Statut cechu malarzy, szklarzy i klepaczy złota spisano w Krakowie w 1490.
W dokumentach krakowskiego cechu malarzy brak rozróżnienia na malarzy szkła i szklarzy, stąd termin szklarz oznaczał rzemieślnika wykonującego oba wymienione zawody.
Ustawy cechowe opisywały sztuki mistrzowskie, które na egzaminie musieli wykonać szklarze z Krakowa;

...Który mistrzem ostać chcze rzemiosło swoje dokazać ma, jako obraz Panny Mariey z Dzieciątkiem, wtóre crucyfix, trzecie Jerzego Świętego na koniu, które stuki mistrzowie oglądać mają jesly jest biegły w nauce swojej.

Malowane na szkle obrazy musiały być dobrze wypalone, ...iżby dłużej trzymało farbę.. Karą za zły wypał było 6 groszy na zbroję, od każdego przypadku. Nie wolno było podmieniać szkła weneckiego na proste i zalepiać niedolutowanych cyną czy ołowiem dziur.
Szklarze uczyli się sztuki malowania w pracowniach malarzy. Pod koniec XV wieku u malarza krakowskiego Stanisława Starego uczył się zawodu i mieszkał Maciej szklarczyk (sklarczik). Także szklarz Jerzy uczył się u znanego malarza Joachima Libnawa.
Szklarze, vitreatores, zrzeszeni w krakowskim cechu malarzy kupowali szyby, gomółki, szklanice, naczynia w hutach szkła lub od kramarzy w jatkach szklarskich, pokrywali je kolorem, malowali obrazy i wypalali farby. Od XVI wieku szklarze stosowali do zdobienia szkła technikę rysunku diamentowymi ostrzami, szlifowanie i matowanie szkła. Mistrzowie i czeladnicy szklarscy zajmowali się też montażem witraży i przeszkleń „membranas magnas, vitratas”, także z szyb niemalowanych. Szybki montowano do siebie przy pomocy cynowych, ołowianych listew, szprosów o profilu dwuteowym, przy większych przeszkleniach stosowano żelazne, drewniane listwy wzmacniające. Tak składane błony, szyby montowano w okna w drewnianych ramach wykonywanych przez stolarzy.
Pojawia się technika zdobienia okien szkłami gabinetowymi, znana na południu Niemiec. Malowano na małych okrągłych owalnych szybkach małe witrażyki, oprawne w ołów, montowane później razem z innymi niemalowanymi gomółkami czy szybkami w okno. Malowano herby królewskie, rycerskie, biskupie, wyobrażenia patronów i świętych. Szklarze używali do barwienia szkieł witrażowych farb emaliowych lub farb naszkliwnych, zmieszanych ze szkłem topliwym, później wypalanych.
Zachował się okrągły mały witraż z kaplicy na Wawelu z 1430 roku z herbem Szafrańców. Rachunek z 1525 opisuje wprawienie w okno mieszkania królowej na Wawelu 10 herbów witrażowych po 1 zł każdy.
Szklarze malowali podobnymi technikami także puchary, kufle, szklanice stołowe, ozdobne szklanice cechowe- wilkomy, luksusowe kosztowne przedmioty. Mikołaj Rej pisał, że aby znamienitego gościa dobrze ugościć, musi być wino i ...z bożą męką malowana śklenica... Inwentarze mieszczańskie z XVI wieku wspominają o malowanych naczyniach szklanych.
Szklarze – malarze szkła działali w swoich własnych cechach oraz w cechach łączonych z malarzami i stolarzami także w Poznaniu, Warszawie, w Kaliszu, Lwowie, Wschowie, Bydgoszczy, w Wilnie, Kownie, Sokalu, Hrubieszowie, Tykocinie, Lublinie i Zamościu. Szklarze gdańscy specjalizowali się w malowaniu na szkle, dużym ośrodkiem szklarzy był Toruń, do cechu szklarzy w Toruniu należeli także rzemieślnicy z Brodnicy i Grudziądza. Pojedynczy szklarze, także pochodzenia żydowskiego, zazwyczaj byli członkami cechów łączonych, działali w wielu mniejszych polskich miastach. Mistrzowie i czeladnicy szklarscy przybywali do Polski z krain sąsiednich, Turyngii, Frankonii, Bawarii, Czech, Słowacji, Śląska.
Szklarze Krakowa, Poznania i Gdańska, według swoich statutów, musieli jako sztukę mistrzowską wykonać; malowaną mękę Zbawiciela na krzyżu, oblicze i postać Maryi Panny otoczonej promieniami, kolorami pięknymi i dobrze przyrządzonymi, które mają być w ogniu utrwalone t.j. wypalone. Można było wykupić się w cechu szklarzy warszawskich od wykonania na egzaminie mistrzowskim tej sztuki za wpłaceniem co najmniej 16 zł.
Statut szklarzy toruńskich wymagał obok prac szklarskich także malowania szkła frankońskim (może francuskim) sposobem.
Statut cechu szklarzy warszawskich z roku 1556, ułożony przez Grzegorza Czychosowicza, przyznaje, że mimo dawnego obyczaju i statutów szklarzy Poznania, Krakowa i Gdańska, w których każdy mistrz powinien znać sztukę malarską i szklarską, na Mazowszu rzadko przejawiają się wszystkie te umiejętności. Stąd przyjęty statut wymaga tylko umiejętności szklarskich od powołanych czeladników i mistrzów.

...Uczeń, chłopiec powinien być przyjmowany na 4 lata do nauki na koszt majstra. Okres ten można skrócić przez wykup. Majster winien dawać takiemu uczniowi obuwie, żywić go i odziewać. Na wyzwoliny uczniowie powinni sprawić majstrom wieczerzę i zapłacić złotego do skrzynki cechowej. Zobowiązani są wędrować po obcych krajach przez rok i 6 tygodni żeby się lepiej wyuczyć rzemiosła i życia, nie wolno im pracować u partaczy. Można było się wykupić od wędrówki za 6 zł do skrzynki cechowej lub wieczerzę. Przyszły master powinien zapłacić 30 gr do skrzynki, podjąć bankietem majstrów cechowych, mieć dobre narzędzia do wyrobu ołowiu i wykonać trzy szyby, błony ze szkieł łączonych cynowanym ołowiem długie i szerokie na łokieć, * Jedną ze szkła francuskiego, angielskiego lub pruskiego „Rothfferk”, wykrojone i połączone w gwiazdę o sześciu promieniach w kole z cyrkla umieszczoną, * drugą ze szkła okrągłego weneckiego w cztery symetryczne koła, * trzecią z jakiegokolwiek szkła czeskiego, morawskiego bądź krakowskiego, byle okrągłego także w koła ułożonego na środku ze szkłem kolorowym. Wszystkie prace bez błędu zwanego ugrzechą lub wilkiem...

Być może już w połowie XVI wieku przeszklenia staniały, stały się bardziej popularne i nowi klienci wybierali szklenia bez malowanych ilustracji, o czym wyraźnie piszą w swoim statucie szklarze, błoniarze warszawscy.
Trochę inaczej w Krakowie, zmieniony w 1587 roku statut dopuszczał wykonanie tylko szklarskich, witrażowych prac, ale nie do końca. Ze sporu z 1650, dotyczącego szklarza Staszkowica, który nie umiał malować, urząd radziecki wykazał, że dawniej do cechu przyjmowano tylko tych szklarzy, którzy umieli malować i zdobić szkła i ukarał grzywną starszyznę cechową za przyjęcie takiego szklarza do cechu.
Późniejsze Statuty szklarzy z Warszawy i Kalisza nie wymieniają konieczności malowania szyb, tylko robotę witrażową, krojenie i łączenie szprosami szyb. Widać, że malarstwo na szkle należało do starszej zanikającej tradycji.
W XVII wieku w Polsce razem z upadkiem wielu rzemiosł, kryzysem została dotknięta także sztuka witrażownicza.
W XVIII wieku jednocześnie z rozwojem technik wytopu szkła powstawały szyby większych wymiarów, natomiast szprosy ołowiane można było zastąpić szybami montowanymi w ramach okiennych podzielonych kilkoma prostymi szprosami z drewna, wykonywanymi przez stolarzy. Szklarze zajmowali się najczęściej szkleniem takich okien.
Jednocześnie rozwijała się technika wytwarzania malowanych lub kolorowanych szkieł stołowych i użytkowych. Białe i kolorowe szklane naczynia, brylantowanie, czyli szlifowane, lustra wytwarzano w manufakturach radziwiłowskich w Urzeczu i Nalibokach.
Tańsze szkło pod koniec XVIII wieku przyczyniło się do rozwoju amatorskiego ludowego malarstwa na szkle. Warsztaty takie powstawały w pobliżu hut szkła, na Śląsku w Czechach, na Słowacji. Stosowano techniki nie wymagające wypału, malowano pod szkłem farbami olejnymi lub temperami, wzorem technik witrochromii lub foliochromii, eglomise – podkreślając kolory zakładaną na plecy obrazu złotą, często cynową folią. Obrazkami z wiejskich warsztatów handlowali obraźnicy, łączono handel obrazkami z usługami szklarskimi.
Ponownie w Polsce malowane witraże jako dzieła sztuki pojawiły się w XIX wieku. Malowały je kobiety: Natalia Kicka, Maria Łubieńska. Na przełomie XIX i XX wieku projektowali swoje witraże Stanisław Wyspiański i Józef Mehoffer. Historyzm i secesja w Polsce spowodowały powrót pracowni witrażowniczych i pojawienie się zawodu witrażysty – twórcy okien malowanych i komponowanych z małych kolorowych szkieł, wykonywanego przez artystów i rzemieślników do dziś.